# Contrast (computerspel)
Contrast is een puzzel- en platformspel ontwikkeld door Compulsion Games en uitgegeven door Focus Home Interactive. Het spel kwam uit op 15 november 2013 voor Windows en de Xbox 360. Een week later is het ook uitgebracht voor de PlayStation 3 en 4, en op 26 juni 2014 kwam het uit voor de Xbox One.

## Spel
In het spel bestuurt de speler Dawn, een jong meisje dat in een schaduw kan veranderen. Dit mechanisme heeft de speler nodig om verschillende puzzels op te lossen.
Contrast speelt zich af in de jaren 20 van de 20e eeuw. Het spel heeft een filmnoirstijl en een soundtrack die voornamelijk bestaat uit jazzmuziek. Dawn vangt stiekem een ruzie op tussen haar ouders en ze besluit haar vader en moeder te helpen om de relatie te redden. In platformpuzzels wordt de speler gevraagd nieuwe ruimtes te bereiken waar meer duidelijk wordt over het verhaal. In de puzzels kan de speler Dawn veranderen in een schaduw. Ze kan op die manier over verlichte oppervlaktes lopen waarbij schaduwen gelden als obstakels. Dawn moet dus in het verlichte gedeelte manoeuvreren.

## Ontvangst
Contrast werd gemengd ontvangen door de pers. Op Metacritic, een website die de gemiddelde score van recensies berekend, heeft het spel een score van 65/100 voor de Xbox-versies, 62/100 voor de pc-versie en 59/100 voor de PlayStation-versie. Het spel wordt geprezen om de gameplay en de sfeer maar heeft tevens last van meerdere foutjes in het spel. De website GameRankings noteerde een beoordeling van 63%.